# Premnitz
Premnitz är en stad i Tyskland, belägen vid floden Havel i Landkreis Havelland i förbundslandet Brandenburg, omkring 65 km väster om Berlin. Den tidigare kommunen Döberitz uppgick i Premnitz den 26 oktober 2003. Premnitz är mest känt för sin kemiska industri och var i Östtyskland framstående inom framställning av syntetiska textiler.

## Historia
Premnitz var fram till 1800-talets slut en lantlig by. 1915 grundades en kemisk fabrik i orten, som senare köptes av I.G. Farben. Under andra världskriget var omkring 1 200 krigsfångar och tvångsarbetare sysselsatta i ortens industri.
Efter andra världskriget bildades under DDR 1949 ett statligt bolag, VEB Chemiefaserwerk "Friedrich Engels" som övertog verksamheten. Orten växte i takt med industrin och erhöll stadsrättigheter 1962.
Sedan Tysklands återförening 1990 har ortens industri privatiserats och arbetslösheten kraftigt stigit, och befolkningen har sedan 90-talet minskat med omkring 4 000 personer.

## Befolkning
| År   | Invånare |
| ---- | -------- |
| 1875 | 1 353    |
| 1890 | 1 651    |
| 1910 | 1 700    |
| 1925 | 3 520    |
| 1933 | 3 861    |
| 1939 | 5 923    |
| 1946 | 8 575    |
| 1950 | 8 387    |
| 1964 | 12 126   |
| 1971 | 13 724   |

| År   | Invånare |
| ---- | -------- |
| 1981 | 13 447   |
| 1985 | 13 358   |
| 1989 | 13 112   |
| 1990 | 12 832   |
| 1991 | 12 347   |
| 1992 | 12 272   |
| 1993 | 12 095   |
| 1994 | 12 020   |
| 1995 | 11 945   |
| 1996 | 11 698   |

| År   | Invånare |
| ---- | -------- |
| 1997 | 11 464   |
| 1998 | 11 376   |
| 1999 | 11 244   |
| 2000 | 11 018   |
| 2001 | 10 828   |
| 2002 | 10 486   |
| 2003 | 10 295   |
| 2004 | 10 078   |
| 2005 | 9 850    |
| 2006 | 9 655    |

| År   | Invånare |
| ---- | -------- |
| 2007 | 9 490    |
| 2008 | 9 249    |
| 2009 | 9 095    |
| 2010 | 8 893    |
| 2011 | 8 552    |
| 2012 | 8 474    |
| 2013 | 8 414    |
| 2014 | 8 430    |
| 2015 | 8 422    |
| 2016 | 8 423    |

| År   | Invånare |
| ---- | -------- |
| 2017 | 8 375    |
| 2018 | 8 453    |
| 2019 | 8 405    |
| 2020 | 8 368    |

Detaljerade källor anges i Wikimedia Commons..